# 马文·埃米尔·塞德尔
马文·埃米尔·塞德尔（德語：Marvin Emil Seidel，1995年11月9日—），德国男子羽毛球運動員。

## 簡歷
2013年3月，马文·埃米尔·塞德尔代表德國出戰土耳其安卡拉舉行的歐洲青年羽毛球錦標賽，與约翰尼斯·皮斯托留斯合作贏得男子雙打季軍。
2015年5月，马文·埃米尔·塞德尔與琳达·埃弗勒合作，贏得西班牙羽毛球國際賽混雙冠軍。

## 主要比賽成績
只列出曾進入準決賽的國際賽事成績：
| 年份   | 賽事                       | 公開賽級別 | 項目     | 拍檔                | 成績   |
| ------ | -------------------------- | ---------- | -------- | ------------------- | ------ |
| 2013年 | 歐洲青年羽毛球錦標賽       | 其他       | 混合團體 | －                  | 季軍   |
| 2013年 | 歐洲青年羽毛球錦標賽       | 其他       | 男子雙打 | 约翰尼斯·皮斯托留斯 | 季軍   |
| 2013年 | 斯洛文尼亞羽毛球國際賽     | 國際系列賽 | 男子雙打 | 约翰尼斯·皮斯托留斯 | 準決賽 |
| 2013年 | 保加利亞羽毛球公開賽       | 國際系列賽 | 男子雙打 | 约翰尼斯·皮斯托留斯 | 準決賽 |
| 2013年 | 保加利亞羽毛球公開賽       | 國際系列賽 | 混合雙打 | 李怡逢              | 亞軍   |
| 2014年 | 愛沙尼亞羽毛球國際賽       | 國際系列賽 | 男子雙打 | 约翰尼斯·皮斯托留斯 | 準決賽 |
| 2014年 | 希臘羽毛球國際賽           | 國際系列賽 | 混合雙打 | 琳达·埃弗勒         | 準決賽 |
| 2015年 | 羅馬尼亞羽毛球國際賽       | 國際系列賽 | 混合雙打 | 琳达·埃弗勒         | 準決賽 |
| 2015年 | 荷蘭羽毛球國際賽           | 國際系列賽 | 男子雙打 | 约翰尼斯·皮斯托留斯 | 亞軍   |
| 2015年 | 荷蘭羽毛球國際賽           | 國際系列賽 | 混合雙打 | 琳达·埃弗勒         | 準決賽 |
| 2015年 | 斯洛文尼亞羽毛球國際賽     | 國際系列賽 | 男子雙打 | 约翰尼斯·皮斯托留斯 | 亞軍   |
| 2015年 | 斯洛文尼亞羽毛球國際賽     | 國際系列賽 | 混合雙打 | 琳达·埃弗勒         | 準決賽 |
| 2015年 | 西班牙羽毛球國際賽         | 國際挑戰賽 | 男子雙打 | 约翰尼斯·皮斯托留斯 | 準決賽 |
| 2015年 | 西班牙羽毛球國際賽         | 國際挑戰賽 | 混合雙打 | 琳达·埃弗勒         | 冠軍   |
| 2015年 | 愛爾蘭羽毛球公開賽         | 國際挑戰賽 | 男子雙打 | 马克·拉姆斯富斯     | 準決賽 |
| 2015年 | 意大利羽毛球國際賽         | 國際挑戰賽 | 男子雙打 | 马克·拉姆斯富斯     | 準決賽 |
| 2015年 | 意大利羽毛球國際賽         | 國際挑戰賽 | 混合雙打 | 琳达·埃弗勒         | 準決賽 |
| 2016年 | 歐洲男子羽毛球團體錦標賽   | 其他       | 男子團體 | －                  | 季軍   |
| 2016年 | 奧爾良羽毛球國際挑戰賽     | 國際挑戰賽 | 混合雙打 | 琳达·埃弗勒         | 準決賽 |
| 2016年 | 荷蘭羽毛球大獎賽           | 大獎賽     | 混合雙打 | 比尔吉德·迈克斯     | 準決賽 |
| 2016年 | 愛爾蘭羽毛球公開賽         | 國際挑戰賽 | 混合雙打 | 琳达·埃弗勒         | 準決賽 |
| 2017年 | 歐洲羽毛球混合團體錦標賽   | 其他       | 混合團體 | －                  | 季軍   |
| 2017年 | 泰國羽毛球黃金大獎賽       | 黃金大獎賽 | 男子雙打 | 马克·拉姆斯富斯     | 準決賽 |
| 2017年 | 白夜羽毛球賽               | 國際挑戰賽 | 男子雙打 | 馬克·拉姆斯富斯     | 冠軍   |
| 2017年 | 白夜羽毛球賽               | 國際挑戰賽 | 混合雙打 | 琳達·埃弗勒         | 冠軍   |
| 2017年 | 韓國羽毛球超級賽           | 超級賽     | 混合雙打 | 琳達·埃弗勒         | 準決賽 |
| 2018年 | 歐洲羽毛球男子團體錦標賽   | 其他       | 男子團體 | －                  | 季軍   |
| 2018年 | 奧爾良羽毛球大師賽         | 超級100賽  | 男子雙打 | 马克·拉姆斯富斯     | 冠軍   |
| 2018年 | 美國羽毛球公開賽           | 超級300賽  | 混合雙打 | 琳达·埃弗勒         | 亞軍   |
| 2018年 | 加拿大羽毛球公開賽         | 超級100賽  | 男子雙打 | 马克·拉姆斯富斯     | 亞軍   |
| 2018年 | 加拿大羽毛球公開賽         | 超級100賽  | 混合雙打 | 琳达·埃弗勒         | 準決賽 |
| 2018年 | 薩洛盧羽毛球公開賽         | 超級100賽  | 混合雙打 | 琳达·埃弗勒         | 準決賽 |
| 2018年 | 蘇格蘭羽毛球公開賽         | 超級100賽  | 男子雙打 | 马克·拉姆斯富斯     | 準決賽 |
| 2019年 | 歐洲羽毛球混合團體錦標賽   | 其他       | 混合團體 | －                  | 亞軍   |
| 2019年 | 阿塞拜疆羽毛球國際賽       | 國際挑戰賽 | 男子雙打 | 马克·拉姆斯富斯     | 冠軍   |
| 2019年 | 阿塞拜疆羽毛球國際賽       | 國際挑戰賽 | 混合雙打 | 琳达·埃弗勒         | 準決賽 |
| 2019年 | 荷蘭羽毛球公開賽           | 超級100賽  | 男子雙打 | 馬克·拉姆斯富斯     | 亞軍   |
| 2021年 | 歐洲羽毛球混合團體錦標賽   | 其他       | 混合團體 | －                  | 季軍   |
| 2021年 | 瑞士羽毛球公開賽           | 超級300賽  | 男子雙打 | 馬克·拉姆斯富斯     | 亞軍   |
| 2021年 | 歐洲羽毛球錦標賽           | 其他       | 男子雙打 | 馬克·拉姆斯富斯     | 亞軍   |
| 2021年 | 丹麥羽毛球公開賽           | 超級1000賽 | 男子雙打 | 馬克·拉姆斯富斯     | 準決賽 |
| 2022年 | 歐洲羽毛球錦標賽           | 其他       | 男子雙打 | 馬克·拉姆斯富斯     | 冠軍   |
| 2023年 | 歐洲羽毛球混合團體錦標賽   | 其他       | 混合團體 | －                  | 季軍   |
| 2023年 | 海洛羽毛球公開賽           | 超級300賽  | 男子雙打 | 馬克·拉姆斯富斯     | 準決賽 |
| 2024年 | 歐洲羽毛球男女子團體錦標賽 | 其他       | 男子團體 | －                  | 季軍   |
| 2025年 | 歐洲羽毛球混合團體錦標賽   | 其他       | 混合團體 | －                  | 季軍   |
| 2025年 | 盧森堡羽毛球公開賽         | 國際系列賽 | 混合雙打 | Thuc Phuong Nguyen  | 冠軍   |
| 2025年 | 聖但尼羽毛球公開賽         | 國際挑戰賽 | 混合雙打 | Thuc Phuong Nguyen  | 冠軍   |
| 2025年 | 加拿大羽毛球公開賽         | 超級300賽  | 混合雙打 | Thuc Phuong Nguyen  | 準決賽 |

| 2007-2017年 | 首要超級賽 | 超級賽 | 黃金大獎賽 | 大獎賽 | 國際挑戰賽 | 國際系列賽 | 未來系列賽 | 其他 |

| 2018-2026年 | 總決賽 | 超級1000賽 | 超級750賽 | 超級500賽 | 超級300賽 | 超級100賽 | 國際挑戰賽 | 國際系列賽 | 未來系列賽 | 其他 |

### 奧運會和世錦賽參賽紀錄
|          | 搭檔            | 2017 | 2018 | 2019 | 2020       | 2021 | 2022 | 2023 | 2024        |
| -------- | --------------- | ---- | ---- | ---- | ---------- | ---- | ---- | ---- | ----------- |
| 男子雙打 | 马克·拉姆斯富斯 | 32強 | 32強 | 16強 | 小組第三名 | 8強  | 16強 | 64強 | 小組第四名1 |
| 混合雙打 | 琳达·埃弗勒     | －   | 32強 | 64強 | －         | －   | －   | －   | －          |

- ^  注解1：退賽